# Mickey Curry
Michael Timothy „Mickey“ Curry (* 10. Juni 1956 in New Haven, Connecticut) ist ein US-amerikanischer Schlagzeuger. Bekannt ist er unter anderem für seine langjährige Arbeit für Bryan Adams. Darüber hinaus spielte er für Hall & Oates, Cher, Tina Turner, Alice Cooper, David Bowie, Elvis Costello, Sam Phillips, Tom Waits, Survivor, The Cult, Steve Jones und andere.

## Werdegang
Curry wurde in New Haven, Connecticut geboren und lernte seit dem elften Lebensjahr Schlagzeug zu spielen. Dabei wurde er unter anderem von Nick Forte betreut. Mit 13 Jahren spielte er mit zwei seiner Brüder in einer Band namens The Rack, mit 17 in einer Formation namens Scratch Band sowie etwa bis 1980 in weiteren lokalen Bands. Seit dieser Zeit war er in New York City als Studiomusiker tätig, spielte aber auch bei Tom Dickie and the Desires, die von Tommy Mottola gemanagt wurden. Letzterer betreute auch Hall & Oates und lud Curry ein, auf dem Album Private Eyes der Gruppe zu spielen und mit diesen bis 1986 auf Tournee zu gehen.

### Bryan Adams
Curry traf zu der Zeit auch Bob Clearmountain, der für den jungen Bryan Adams tätig war. So kam es dazu, dass er auch auf dessen zweitem Album You Want It You Got It sowie auf den folgenden Alben spielte und mit Adams auch tourte.

### Weitere Bands und Künstler
Seitdem spielte er auch für etliche weitere Künstler, wie etwa 1987 für Jude Cole auf dessen Debütalbum. 1988 stieß er zu The Cult und spielte Sonic Temple mit ein.

## Stil und Endorsement
Zu Currys Einflüssen zählen Ringo Starr, John Bonham, Jeff Porcaro, Steve Gadd, Marvin Gaye und Jim Gordon. Er spielt Yamaha-Schlagzeuge.

## Persönliches
Curry ist verheiratet und lebt in Connecticut.

## Diskografie
- Private Eyes – Hall & Oates (1981)
- You Want It You Got It – Bryan Adams (1981)
- Cuts Like a Knife – Bryan Adams (1983)
- Reckless – Bryan Adams (1984)
- Downtown – Marshall Crenshaw (1985)
- Spoiled Girl – Carly Simon (1985)
- Rain Dogs – Tom Waits (1985)
- Rockbird – Debbie Harry (1986)
- Break Every Rule – Tina Turner (1986)
- Into the Fire – Bryan Adams (1987)
- The Turning – Sam Phillips (1987)
- Coming Around Again – Carly Simon (1987)
- The Indescribable Wow – Sam Phillips (1988)
- Back to Avalon – Kenny Loggins (1988)
- Yo Frankie – Dion DiMucci (1989)
- Mystery Girl – Roy Orbison (1989)
- Sonic Temple – The Cult (1989)
- Cruel Inventions – Sam Phillips (1991)
- Love Hurts – Cher (1991)
- Hey Stoopid – Alice Cooper (1991)
- Waking Up the Neighbours – Bryan Adams (1991)
- Life Is Messy – Rodney Crowell (1992)
- Martinis & Bikinis – Sam Phillips (1994)
- 18 til I Die – Bryan Adams (1996)
- Falling into You – Céline Dion (1996)
- On a Day Like Today – Bryan Adams (1998)
- Lara Fabian – Lara Fabian (1999)
- Room Service – Bryan Adams (2004)
- 11 – Bryan Adams (2008)
- Laughing Down Crying – Daryl Hall (2011)
- Tracks of My Years – Bryan Adams (2014)
- Shine a Light – Bryan Adams (2019)